# Station Mook-Molenhoek
Station Mook-Molenhoek (voorheen Mook-Middelaar) is een station aan de Maaslijn in de Limburgse gemeente Mook en Middelaar, gelegen in de kern Molenhoek. Het oorspronkelijke station sloot in 1940, op 6 mei 2009 werd op dezelfde locatie een nieuw station geopend.

## Geschiedenis

### Oorspronkelijk station
Het station werd geopend op 1 juni 1883 als station Mook. In 1891 werd deze naam gewijzigd naar Mook-Middelaar. Het station werd op 15 mei 1938 voor reizigersvervoer gesloten en wegens de oorlogsomstandigheden in mei 1940 heropend. Het station werd vervolgens gesloten op 1 oktober 1940.
Het stationsgebouw was van de hand van architect M.A. van Wadenoyen en van het standaardtype Hemmen, zoals ook de verderop gelegen stations Cuijk en Boxmeer. Een gedeelte was als woning ingericht. Het werd in 1975 afgebroken.

### Heropening 2009

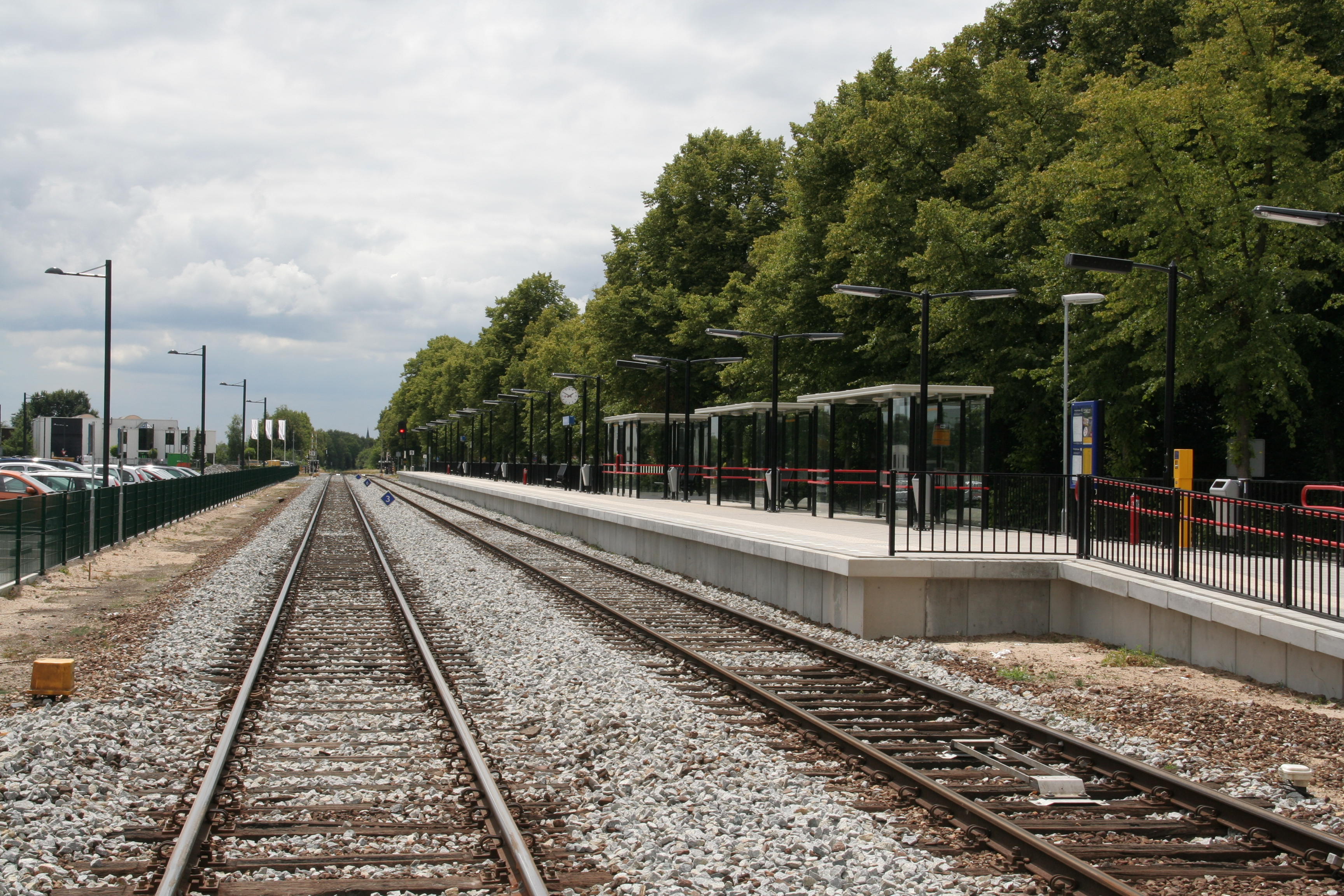
Station Mook-Molenhoek in de richting Venlo.

Op 6 mei 2009 is op dezelfde locatie een nieuw station geopend onder de naam Mook-Molenhoek. In tegenstelling tot de vroegere situatie is er geen stationsgebouw. Er zijn twee perrons die met elkaar verbonden worden via een beveiligd gelijkvloerse overweg voor voetgangers. Aan de oostzijde van het station bevindt zich een parkeerterrein voor auto's; en aan de westzijde staan fietsenklemmen en -kluizen. Tevens is aan die zijde van het station een nieuwe bushalte gerealiseerd waar enkele bussen stoppen.
In Mook-Molenhoek stoppen de stoptreinen van Arriva, overdag rijden deze tussen Nijmegen en Venray ieder kwartier. Station Mook-Molenhoek is de eerste nieuwe treinhalte die de Stadsregio Arnhem Nijmegen heeft ontwikkeld in het kader van de Stadsregiorail.

## Treinverbindingen
De volgende treinseries halteren in de dienstregeling 2025 te Mook-Molenhoek:
| Serie       | Treinsoort         | Route                                                 | Bijzonderheden                                                                                |
| ----------- | ------------------ | ----------------------------------------------------- | --------------------------------------------------------------------------------------------- |
| 32200 RS 11 | Stoptrein (Arriva) | Nijmegen – Mook-Molenhoek – Venray – Venlo – Roermond |                                                                                               |
| 32300 RS 11 | Stoptrein (Arriva) | Nijmegen – Mook-Molenhoek – Venray – Venlo            | Rijdt niet 's avonds en in het weekend. De laatste drie ritten vanaf Nijmegen gaan tot Venlo. |

## Busverbindingen
| Lijn | Route                                                                      | Concessie (vervoerder)           | Soort    | Bijzonderheden                     |
| ---- | -------------------------------------------------------------------------- | -------------------------------- | -------- | ---------------------------------- |
| 564  | Groesbeek - Station Mook-Molenhoek                                         | Arnhem-Nijmegen (Hermes (Breng)) | Buurtbus | Rijdt maandag t/m vrijdag overdag. |
| 569  | Malden - Molenhoek - Mook - Station Mook-Molenhoek - Plasmolen - Middelaar | Arnhem-Nijmegen (Hermes (Breng)) | Buurtbus | Rijdt maandag t/m vrijdag overdag. |

## Afbeeldingen

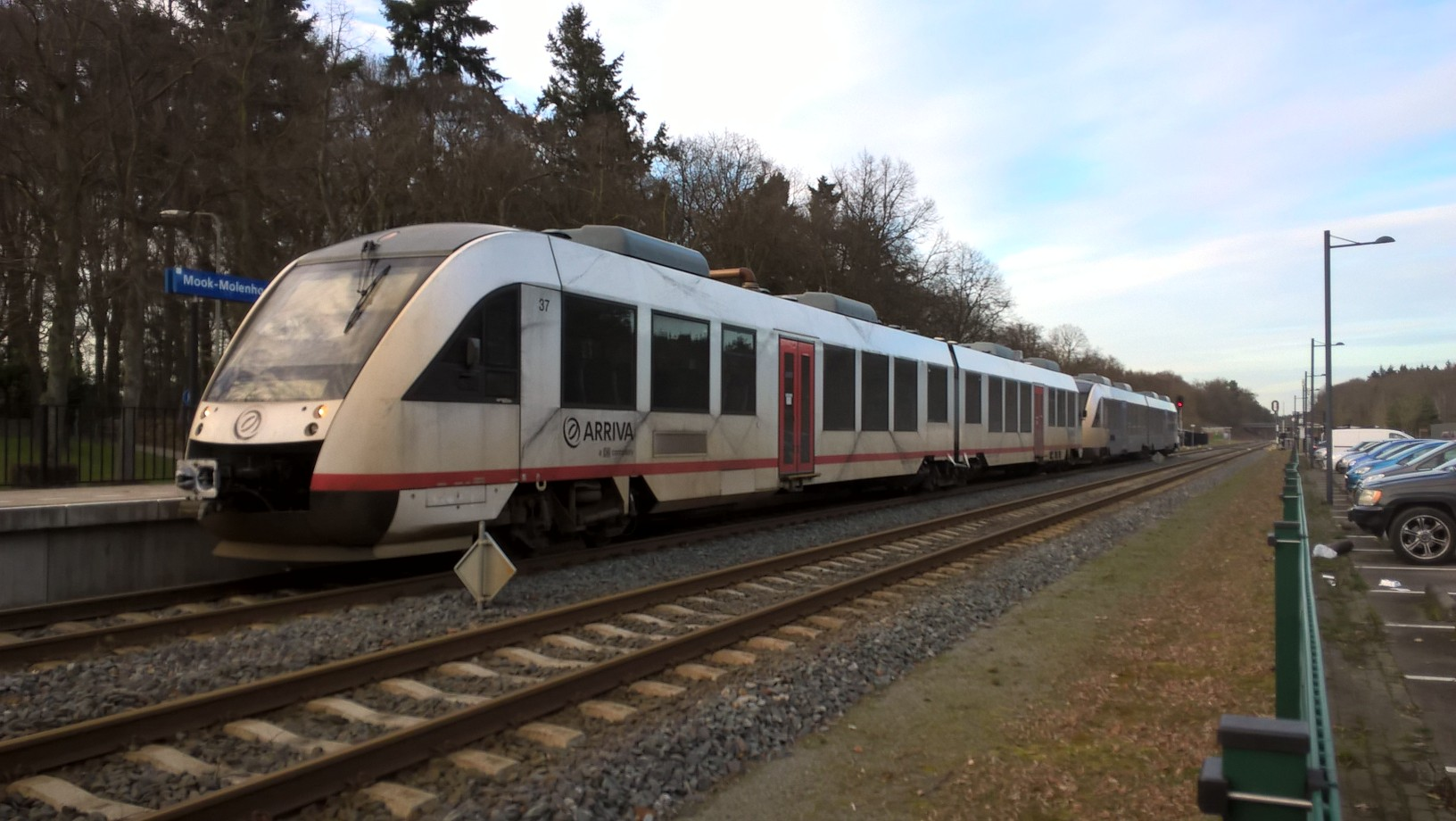
Station Mook-Molenhoek met een LINT in Veolia Huisstijl
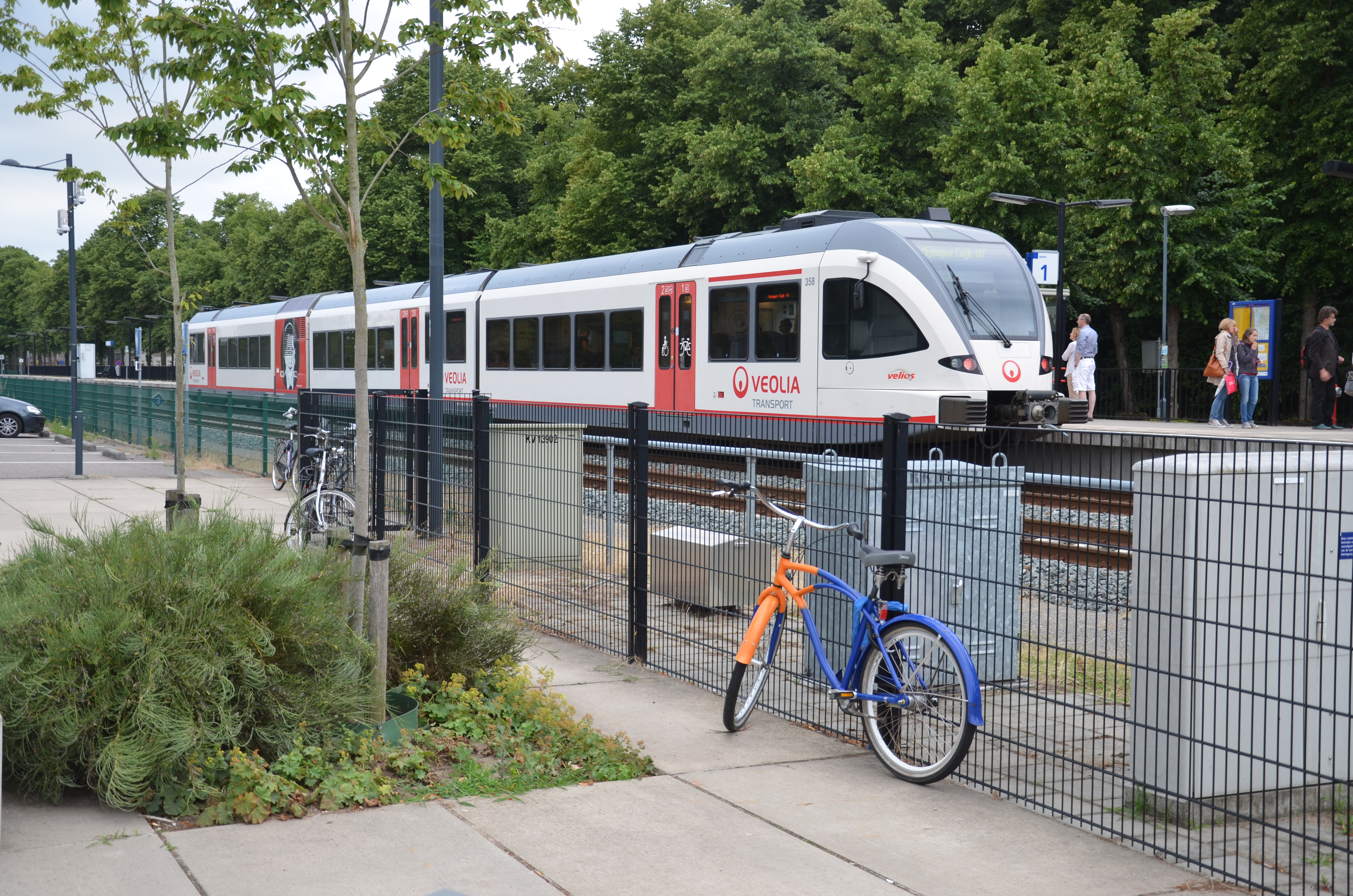
Veolia op het station (2015)
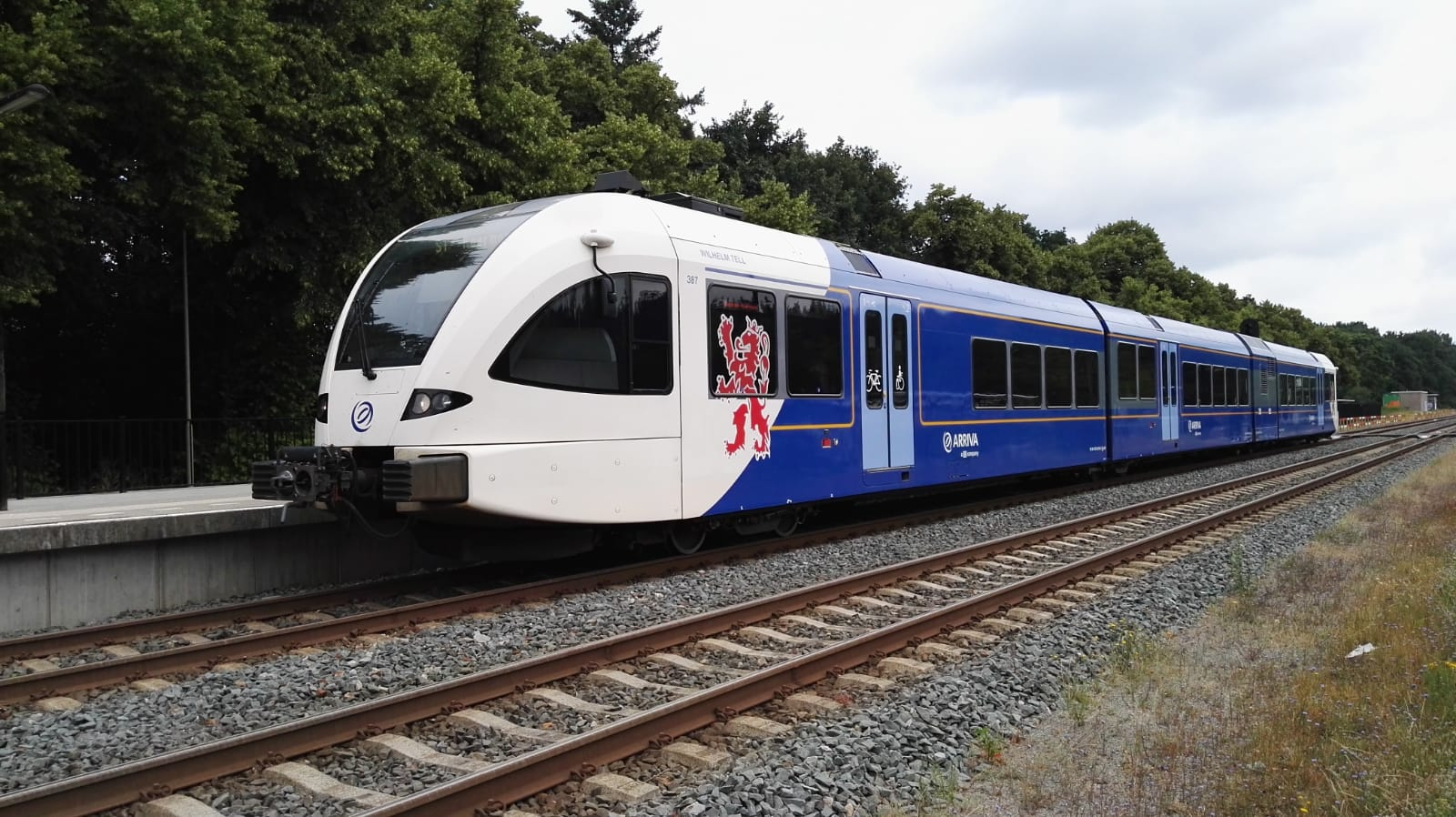
Station Mook-Molenhoek in 2018
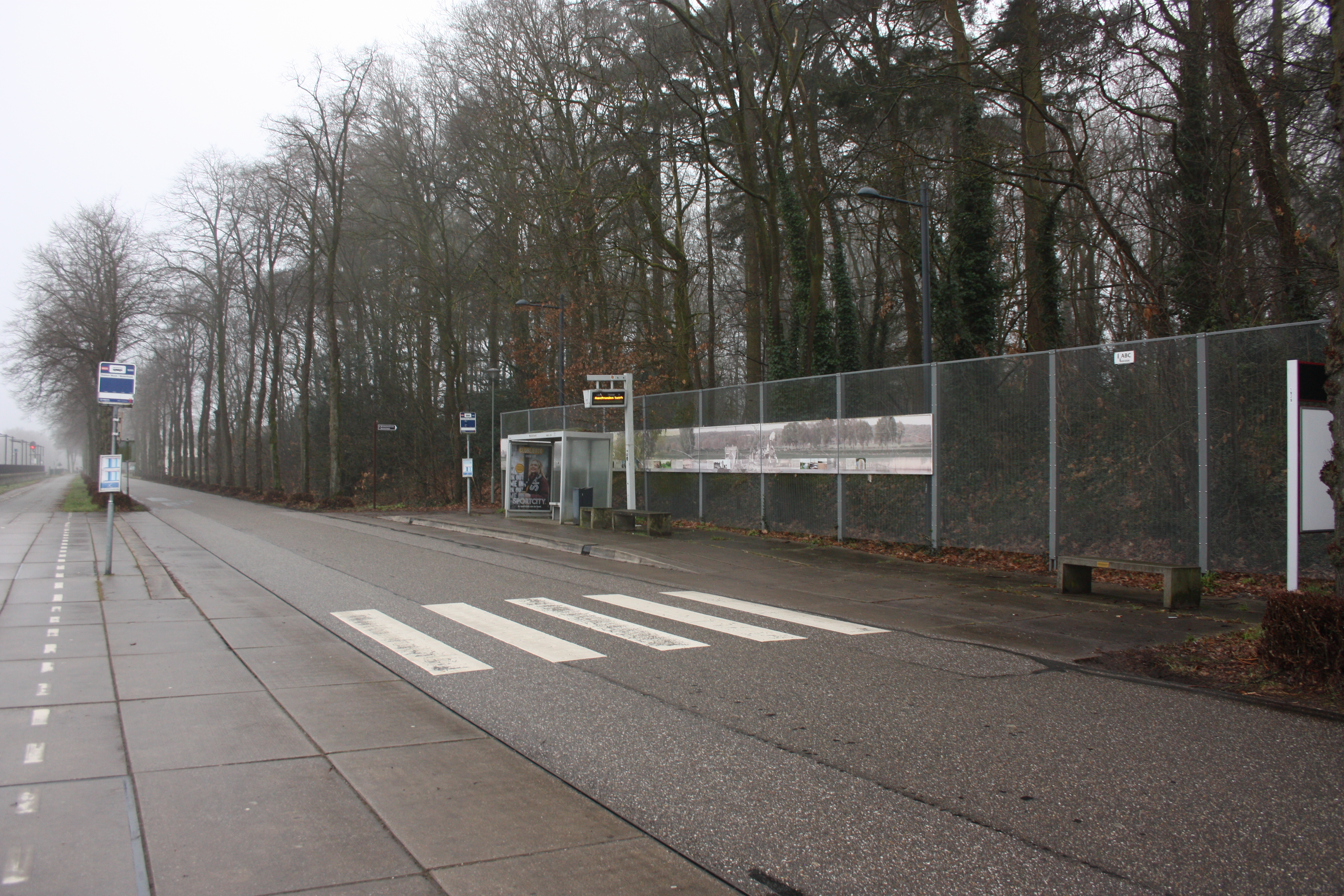
Bushalte
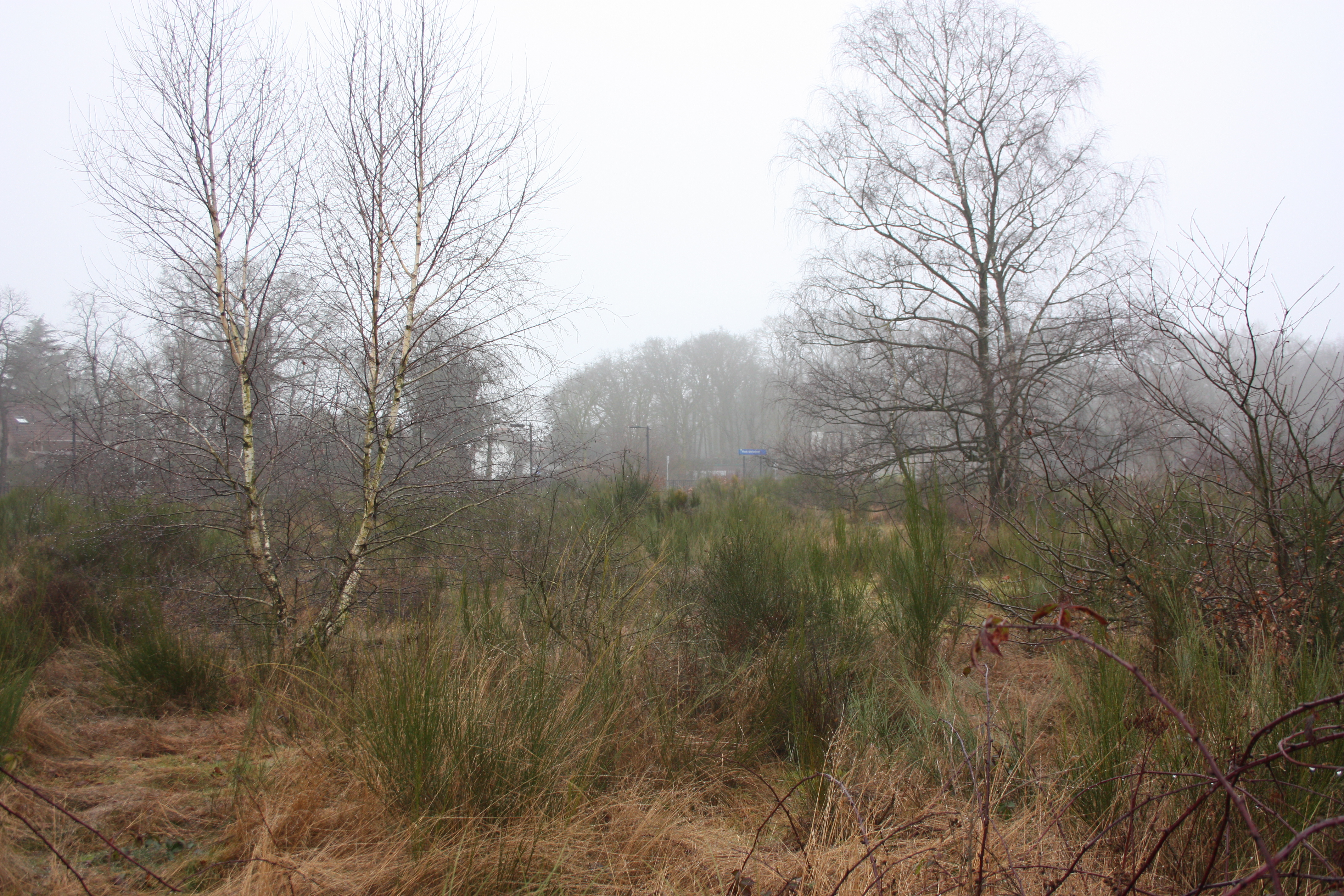
Station gezien vanaf de Mookerheide